# کری واشینگتن
کری واشینگتن (انگلیسی: Kerry Marisa Washington؛ زاده ۳۱ ژانویهٔ ۱۹۷۷) یک هنرپیشه اهل ایالات متحده آمریکا است. وی از سال ۱۹۹۴ میلادی تاکنون مشغول فعالیت بوده است.
از فیلم‌هایی که وی در آن نقش داشته است می‌توان به آقا و خانم اسمیت (فیلم ۲۰۰۵) و چهار شگفت‌انگیز (فیلم ۲۰۰۵) و چهار شگفت‌انگیز: قیام موج‌سوار نقره‌ای و جنگوی زنجیرگسسته و آخرین پادشاه اسکاتلند اشاره کرد.

## بخشی از فیلم‌شناسی
- آخرین پادشاه اسکاتلند
- آقا و خانم اسمیت
- چهار شگفت‌انگیز
- چهار شگفت انگیز: قیام موج سوار نقره ای
- جنگوی آزادشده
- مرد کوچک
- ننگ بشری
- گروه ناجور
- لیک‌ویو تراس
- مادر و فرزند
- در برابر طناب
- زندگی جنسی
- مدرسه خیر و شر (فیلم)
- یگان سایه